# Kuk (mytologi)
Kuk (även stavat som Kek och Keku) är förgudning av den uråldriga uppfattningen om mörker i egyptisk mytologi.  I Ogdoad-kosmogonin innebar hans namn mörkret. Som begrepp har Kuk setts som androgyn. Hans kvinnliga form är känd som Kauket (även stavat som Keket), vilket helt enkelt är femininformen av ordet Kuk. 
Liksom alla fyra dualistiska begrepp i Ogdoad var Kuks manliga form avbildad som en groda eller som en grodhövdad man, och den kvinnliga formen som en orm eller en ormhövdad kvinna. Som en symbol för mörker företrädde Kuk också dunkel och det okända, och därmed kaos.
Dessutom betraktades Kuk som det som inträffade före ljuset, följaktligen känd som Ljusbringaren.